# CSM Baia Mare
CSM Baia Mare – rumuński wielosekcyjny klub sportowy z siedzibą w Baia Mare.
Został założony w 1957 roku. Wychowankami klubu są m.in. medaliści największych światowych imprez:
- Adriana Hosu – bokserka, zdobywczyni m.in. złotego medalu podczas ME 2005 oraz srebrnego medalu MŚ 2008
- Noemi Lung – pływaczka, zdobywczyni m.in. srebrnego i brązowego medalu na igrzyskach w Seulu oraz trzech medali na ME 1987
- Stela Pura – pływaczka, zdobywczyni trzech medali na ME 1987
- Attila Ciorba – drużynowy mistrz świata z 1995 w konkurencji skeet
- Monica Mureșan i Vasile Ardel - kulturyści, zdobywcy medali na mistrzostwach Europy i świata

Klub posiada sekcje:
- lekkoatletyka – działa od 1957, obecnie trenuje tam 35 zawodników w wieku juniorskim, trenerem od 1979 jest Viorica Tarța[1]
- boks – działa od 2000, obecnie trenuje tam 55 zawodników obojga płci, trenerem jest Gheorghe Man[2]
- kulturystyka – działa od 1996, obecnie trenuje tam 25 zawodników, trenerem od początku działalności jest Iosif Szabo
- judo – działa od 1988, obecnie trenuje tam około 100 zawodników, głównym trenerem jest Vasile Sălincean
- pływanie – działa od 1976, obecnie trenuje tam około 80 zawodników[3]
- strzelectwo – działa od 1965, obecnie trenuje tam 39 zawodników pod przewodnictwem Emila Marinescu i Aurory-Gabrieli Barbur
- krótkofalarstwo – założona w 1955, zrzesza 37 osób
- rugby union – założony w 1977 CSM Universitatea Baia Mare
- siatkówka – grupy dziecięce
- piłka ręczna